# Aeródromo Executivo
O Aeródromo Executivo (ICAO: SDSJ) é um aeroporto privado localizado no município brasileiro de Cascavel, estado do Paraná, que atende a aviação executiva e proprietários de aeronaves.
Iniciou suas atividades com a denominação "Aerocascavel", mas em 2018, passou a se chamar Executivo, conforme portaria da ANAC.

## Estrutura de apoio
Localizado na PR-486, distrito de Espigão Azul, conta com estruturas de apoio, como abastecimento, hangares, pista asfaltada, iluminação, sistema de comunicação.